# Edinburg (Texas)
Edinburg é uma cidade localizada no estado norte-americano de Texas, no Condado de Hidalgo.

## Demografia
Segundo o censo norte-americano de 2000, a sua população era de 48.465 habitantes.
Em 2006, foi estimada uma população de 66.672, um aumento de 18207 (37.6%).

## Geografia
De acordo com o United States Census Bureau tem uma área de
96,9 km², dos quais 96,8 km² cobertos por terra e 0,1 km² cobertos por água. Edinburg localiza-se a aproximadamente 30 m acima do nível do mar.

## Localidades na vizinhança
O diagrama seguinte representa as localidades num raio de 12 km ao redor de Edinburg.